# Prosna (rivière)
Pour les articles homonymes, voir Prosna.
La Prosna est une rivière du centre de la Pologne, un affluent de la rive gauche de la Warta et donc un sous-affluent de l'Oder.

## Géographie
Elle a une longueur de 217 km et son bassin hydrographique couvre une superficie de 4 925 km2.
La source de la Prosna se trouve entre Olesno et Gorzów Śląski. Elle rejoint la Warta à proximité de Pyzdry.

## Villes traversées
De l’amont vers l’aval, la Prosna traverse les villes suivantes :
- Gorzów Śląski
- Praszka
- Wieruszów
- Grabów nad Prosną
- Kalisz

## Affluents de la rive droite
- Struga Węglewska
- Łużyca
- Pokrzywnica
- Swędrnia
- Bernardynka
- Bartosz

## Affluents de la rive gauche
- Pomianka
- Niesób
- Ołobok